# Grand Prix Irlandii
Grand Prix Irlandii, oficj. Irish International Grand Prix – wyścig samochodowy, odbywający się w latach 1929-1931 na torze wytyczonym w parku Phoenix Park w Dublinie.
Weekend wyścigowy składał się z dwóch wyścigów. W piątek rozgrywano Saorstát Cup, w którym startowały samochodu o pojemności do 1500 cm³. W sobotę kierowcy startowali w Éireann Cup (ponad 1500 cm³). Ostateczni rezultat powstawał na podstawie rezultatów obu wyścigów, wliczając tylko kierowców, którzy przejechali łącznie ponad 300 mil.

## Zwycięzcy
| Rok  | Tor          | Wyścig           | Zwycięzca         | Samochód           |
| ---- | ------------ | ---------------- | ----------------- | ------------------ |
| 1929 | Phoenix Park | Saorstát Cup     | Boris Iwanowski   | Alfa Romeo 6C      |
| 1929 | Phoenix Park | Éireann Cup      | Boris Iwanowski   | Alfa Romeo 6C      |
| 1929 | Phoenix Park | Irish Grand Prix | Boris Iwanowski   | Alfa Romeo 6C      |
| 1930 | Phoenix Park | Saorstát Cup     | Victor Gillow     | Riley 9 Brooklands |
| 1930 | Phoenix Park | Éireann Cup      | Rudolf Caracciola | Mercedes SSK       |
| 1930 | Phoenix Park | Irish Grand Prix | Rudolf Caracciola | Mercedes SSK       |
| 1931 | Phoenix Park | Saorstát Cup     | Norman Black      | MG Midget          |
| 1931 | Phoenix Park | Éireann Cup      | Henry Birkin      | Alfa Romeo 8C      |
| 1931 | Phoenix Park | Irish Grand Prix | Norman Black      | MG Midget          |